# 天宝村
天宝村位于中国江西省宜春市宜丰县天宝乡。是中国历史文化名村。
天宝村有1800多年的历史，是古代宜丰县治所在地。现面积约2.5平方公里，有2000余户，近6000人。